# Austin Wintory
Austin Wintory (nacido el 9 de septiembre de 1984 en Denver, Colorado) es un compositor estadounidense que escribe partituras para películas y videojuegos. Es particularmente conocido por componer las partituras de los aclamados títulos de videojuegos Flow y Journey, de los cuales el último fue nominado para un premio Grammy al mejor álbum de banda sonora para medios visuales (el primero para un videojuego). Sus trabajos cinematográficos incluyen las partituras del éxito de Sundance de 2009 Grace, así como la película ganadora del Premio del Público Sundance de 2008, Capitán Abu Raed. Wintory ha compuesto 300 partituras desde 2003.

## Primeros años
Austin Wintory nació en Denver, Colorado en 1984 y comenzó a aprender piano cuando tenía diez años, después de que su maestro le presentó al compositor Jerry Goldsmith. Antes de los diez años, Wintory no tocaba ningún instrumento y apenas escuchaba música. A la edad de dieciséis años, Wintory comenzó a dirigiry escribir para la Orquesta de la Preparatoria Cherry Creek durante sus interpretaciones de las piezas del "Espíritu del Cosmos". Dos años después, a la edad de dieciocho años, Wintory dirigió la Sinfónica de Utah durante su grabación de "Cosmos", que se convirtió en uno de sus proyectos más populares, aunque se refiere a él como "basura atroz". Desde 2003, Wintory ha compuesto más de trescientas partituras musicales.

## Carrera

### Su inicio como compositor de música de videojuegos yFlow
Wintory conoció a Jenova Chen mientras ambos estudiaban en la Universidad del Sur de California (USC). Después de establecer relaciones con un estudiante de medios interactivos en la USC y musicalizar un pequeño proyecto de juego, su nombre fue pasado a Chen, quien le pidió a Wintory que musicalizara su proyecto de tesis, Flow, posteriormente relanzado en la PlayStation Network. Wintory, Chen y Nick Clarke desarrollaron la primera versión de Flow como un equipo, con Wintory comentando que Chen tenía una forma increíble de procesar información, ver más allá del código y llegar a las implicaciones emocionales de las cosas. Como estudiante de orquesta tradicional en ese momento, Wintory consideraba que la música de Flow era radicalmente diferente a cualquiera que él hubiera escrito antes. Wintory considera el área rosada del juego, donde el jugador controla una criatura parecida a una medusa, como el área humorística del juego, describiendo su música como "casi circense" en comparación con la banda sonora general.

### Mónaco
Originalmente, el desarrollador de Mónaco Andy Schatz buscó música de fondo con licencia que se ajustara al juego, sintiendo que el estilo de música necesario era demasiado esotérico para contratar a un compositor. Sin embargo, Wintory pudo convencer a Schatz de que podía crear una partitura original que se ajustara a la visión del proyecto. Al comparar los videojuegos basados en sprites 2D con la era del cine mudo, Wintory estuvo de acuerdo con la idea de que la banda sonora de un juego como Mónaco debería tener un sentimiento nostálgico sincero pero consciente de sí mismo, diciendo: "No hay manera de escuchar objetivamente ese estilo de música sin pensar automáticamente en 'Esto me recuerda a una época pasada' ". Wintory estaba entusiasmado con la oportunidad de crear una partitura antigua con ingenio y humor, afirmando "¿Cuándo más me van a pedir que escriba algo remotamente así? "

### Journey

#### Desarrollo de la banda sonora
Chen discutió la búsqueda de un tema musical central que abarcara todo el juego, que finalmente tomó la forma de la primera canción de la composición, "Nascence", grabada en abril de 2009. Wintory reconoció que la inspiración de escuchar a Chen discutir el proyecto, fue clave para la rapidez con que las primeras ideas musicales hicieron clic en su mente. Según Wintory, la originalidad de los juegos de Thatgamecompany, que están fuertemente influenciados por el viaje del héroe de Joseph Campbell, atrae a un público amplio a través de la historia de la humanidad en lugar de una historia más esotérica. No consideraba la narración abstracta de Journey hiciera más o menos difícil de musicalizar que otros proyectos, solo diferente. También describió que la experiencia de musicalizar de una manera abstracta y paralela fue llevada a un nuevo nivel como lo hizo Journey.
La mayor parte de la banda sonora gira en torno a un grupo de solistas (violonchelo, flauta, arpa, viola y serpentón), además de una orquesta de cuerda (la Macedonia Radio Symphonic Orchestra) y varios efectos de sonido. Wintory enfocó la banda sonora como "esencialmente un concierto de violonchelo". La violonchelista Tina Guo, que trabajó con Wintory en varias partituras, ha sido alabada por Wintory como "una violonchelista del más alto calibre" y fue la primera persona en la que Wintory pensó para la banda sonora el día en que habló por primera vez con el fundador de Thatgamecompany, Jenova Chen, sobre el juego. En abril de 2011, Wintory compuso "Woven Variations", un pequeño concierto de violonchelo para Guo inspirado en la partitura de Journey, que los dos interpretaron juntos en Los Ángeles.
Wintory llevó la dirección musical del juego basándose en sus ideas, que luego fueron "enviadas en colaboración con Thatgamecompany". La composición de Journey fue la temporada más larga de Wintory desarrollando música para un proyecto, con un desarrollo del juego que duró más de 3 años. Él sintió que el tiempo extendido de desarrollo le permitió la libertad de acomodar la música en el juego, y al mismo tiempo, interpretar las ideas y comentarios detallados de los desarrolladores de Thatgamecompany sobre las emociones que estaban buscando. Al trabajar directamente con Thatgamecompany para implementar la música tal como la escribió, y jugar el juego junto con el personal de Thatgamecompany, Wintory tuvo acceso a la experiencia completa del juego y pudo hacer ajustes totalmente adecuados.
El juego y su música se desarrollaron en orden secuencial, lo que resultó en que las primeras piezas de Wintory se escucharan cerca del comienzo del juego. A medida que la fase de desarrollo del proyecto se expandió, Wintory miró hacia atrás a sus piezas más antiguas y sintió que había cambiado mucho como persona y compositor. Si bien Wintory hizo algunos cambios en las piezas más antiguas, generalmente se resistió a reelaborar la música escrita un año y medio a dos años antes, queriendo preservar gran parte de la ingenuidad e inocencia del trabajo anterior para darle al proyecto su propio tipo de "arco emocional".

#### Recepción
La banda sonora se lanzó como álbum el 10 de abril en iTunes y PSN. El álbum es una colección de las piezas "más importantes" de la banda sonora, organizadas por Wintory para que permanezcan individuales como un álbum sin el contexto de las acciones del jugador. El álbum consta de 18 pistas y dura poco más de 59 minutos. Cuenta con la voz de Lisbeth Scott para la canción final, "I Was Born for This". Después de su lanzamiento, la banda sonora alcanzó el top 10 de las listas de iTunes Soundtrack en más de 20 países. También alcanzó la posición 116 en las listas de ventas de Billboard con más de 4,000 ventas en su primera semana después del lanzamiento, el segundo más alto de cualquier álbum de música de videojuegos hasta la fecha.
El creador y compositor original de Leisure Suit Larry, Al Lowe, se ofreció a Wintory realizar el arreglo musical de la nueva versión de Leisure Suit Larry: Reloaded Remake, ya que el equipo de desarrollo de Replay Games eran fanáticos de Journey. Después de aceptar la oferta, Wintory la describió como impactante ya que los dos proyectos "no podrían haber sido más opuestos entre sí".
El 5 de diciembre de 2012, Journey recibió una nominación al Grammy por Mejor banda sonora para medios visuales, convirtiéndose en la primera banda sonora de un videojuego en recibir una nominación al Grammy, compartiendo la categoría con Las aventuras de Tintín: El secreto del Unicornio de John Williams, The Artist de Ludovic Bource, The Dark Knight Rises de Hans Zimmer, Hugo de Howard Shore y los ganadores Trent Reznor & Atticus Ross, por The Girl with the Dragon Tattoo. La nominación de Journey se produjo en el contexto donde el "Baba Yetu" de Christopher Tin (originalmente compuesto para Civilization IV) ganó un Grammy el año anterior por Mejor arreglo instrumental que acompaña al vocalista, y fue Tin quien informó a Wintory de su nominación al Grammy a través de una llamada telefónica. Antes de la nominación al Grammy, Wintory describió que los videojuegos se habían convertido en "un género de arte completo que está junto a la literatura y cualquier otra forma de narración".

## Obras

### Videojuegos
| Videojuego                                                          | Año  | Desarrollador                          |
| ------------------------------------------------------------------- | ---- | -------------------------------------- |
| Ages of Athiria (Theme Only)                                        | 2002 | Elysian Productions                    |
| Flow                                                                | 2006 | Thatgamecompany                        |
| Flow Expansion Pack                                                 | 2007 | Thatgamecompany, Super Villain Studios |
| GroundTruth: Toxic City                                             | 2007 | Sandia Nat’l Lab, USC-Gamepipe         |
| Replay                                                              | 2007 | Take Action Games                      |
| GroundTruth 2: Lock Down                                            | 2008 | Sandia Nat’l Lab, USC-Gamepipe         |
| My Virtual Tutor                                                    | 2008 | 1st Playable Productions               |
| Census                                                              | 2010 | Draft FCB                              |
| Super Awesome Mountain RPG                                          | 2010 | Codename Games                         |
| Journey                                                             | 2012 | Thatgamecompany                        |
| Horn                                                                | 2012 | Phosphor Games                         |
| Monaco: What's Yours Is Mine                                        | 2013 | Pocketwatch Games                      |
| Leisure Suit Larry: Reloaded                                        | 2013 | N-Fusion Interactive                   |
| Dropchord                                                           | 2013 | Double Fine Productions                |
| Soul Fjord                                                          | 2014 | Airtight Games                         |
| Sunset                                                              | 2014 | Tale of Tales                          |
| The Banner Saga                                                     | 2014 | Stoic                                  |
| The Order: 1886 (co-writer of The Knights theme, with Jason Graves) | 2015 | Ready at Dawn, SCE Santa Monica Studio |
| Assassin's Creed Syndicate                                          | 2015 | Ubisoft Quebec                         |
| The Banner Saga 2                                                   | 2016 | Stoic                                  |
| Abzû                                                                | 2016 | Giant Squid Studios                    |
| Deformers                                                           | 2017 | Ready at Dawn                          |
| Absolver                                                            | 2017 | Sloclap                                |
| Tooth and Tail                                                      | 2017 | Pocketwatch Games                      |
| Luna                                                                | 2017 | Funomena                               |
| Pode                                                                | 2018 | Henchman & Goon                        |
| The Banner Saga 3                                                   | 2018 | Stoic                                  |
| Erica                                                               | 2019 | Flavourworks, SIE London Studio        |
| John Wick Hex                                                       | 2019 | Bithell Games                          |
| The Pathless                                                        | 2020 | Giant Squid Studios                    |

### Películas
2006
- Johnny Montana – Dir. John Daniel Gavin, 3b Studios

2007
- Mr. Sadman – Dir. Patrick Epino, Empire and Sleep Productions
- Captain Abu Raed – Dir. Amin Matalqa, Paper and Pen Films [Jordan] / GigaPix
- If You Could Have – Dir. Kimberli Zou, The ORB Prod.
- Serpent and the Sun - Dir. Shaahin Cheyene, Victory Films
- Back Soon – Dir. Rob Williams, Guest House Films

2008
- Knuckle Draggers – Dir. Alex Ranarivelo, Partners in Crime Films
- Print – Dir. Ashley Beyer, Upload Films
- Grace – Dir. Paul Solet, Ariescope Films
- Live Evil – Dir. Jay Woelfel, LEM Ent.
- 3-Day Weekend – Dir. Rob Williams, Guest House Films
- The Acquirer – Dir. Matt Schultze, Briggs Digital Media
- TK’s Corner – Dir's Matt Bain, Rocky Yost, Old Virginia Films
- Hubristic – Dir. Owen Stanley, Secret Handshake Films

2009
- A Little Help – Dir. Michael J. Weithorn, Secret Handshake Productions
- The Sunset Sky – Dir. Olivier Bernier, Finite Films
- The River Why – Dir. Matthew Leutwyler, Ambush Entertainment
- The Echo Game – Dir. Brian Feeney, Psychic Bunny Prod.
- Make the Yuletide Gay – Dir. Rob Williams, Guest House Films

2010
- A Beautiful Game – Dir. Michael Pickett, Stoptime Productions
- Playing House – Dir. Tom Vaughan, UV Pictures
- Majid – Dir. Nassim Abassi, Moondust Productions [Morocco]
- Workshop – Dir. Michael Gunn, Ikonoklastes Productions
- Let the Game Begin – Dir. Amit Gupta, Paradox Pictures
- The Incredible Adventures of Jojo – Dir. Brian Schmidt, Tree House Mafia Films

2011
- Leave – Dir. Robert Celestino, Visualeyes Productions
- Remnants – Dir. Peter Engert, LightWave Entertainment
- Home Run Showdown – Dir. Oz Scott, Secret Handshake Productions
- The Grief Tourist – Dir. Suri Krishnamma, Vision Entertainment
- Junction – Dir. Tony Glazer, Choice Films

2012
- Strangely in Love – Dir. Amin Matalqa *
- Inverse – Dir. Matt Duggan, Remote Films *
- Targeting – Dir. Tarique Qayumi, Photoplay 434
- The War Around Us – Dir. Abdallah Omeish, 3rd Eye Filmworks *
- It’s a Disaster – Dir. Todd Berger, Vacationeer Productions *
- Lost on Purpose – Dir. Ian Nelms, Derango Films [add'l original songs]
- Aftermath - Dir. Peter Engert

2015
- Dark Summer - Dir. Paul Solet, Content Media, IFC

2017
- The Last Movie Star - Dir. Adam Rifkin
- Bullet Head - Dir. Paul Solet, Saban Films, Lionsgate

## Premios
| Premio                                             | Categoría                                    | Títulos y nominados                                | Resultado |
| -------------------------------------------------- | -------------------------------------------- | -------------------------------------------------- | --------- |
| Premios BAFTA de Videojuegos                       | Innovación                                   | Flow (Jenova Chen, Nicholas Clark, Austin Wintory) | Nominado  |
| Premios BAFTA de Videojuegos                       | Logro de audio                               | Journey                                            | Ganador   |
| Premios BAFTA de Videojuegos                       | Música original                              | Journey                                            | Ganador   |
| Premios D.I.C.E.                                   | Composición sobresaliente de música original | Journey                                            | Ganador   |
| Premios Grammy                                     | Mejor banda sonora para medios visuales      | Journey                                            | Nominado  |
| Premios de videojuegos Spike                       | Mejor banda sonora original                  | Journey                                            | Ganador   |
| Premios de videojuegos Spike                       | Mejor canción en un juego                    | "I Was Born for This" (Journey)                    | Nominado  |
| Premios NAVGTR                                     | Banda sonora dramática original              | The Banner Saga                                    | Nominado  |
| IX Premios de la Música en los medios de Hollywood | Banda sonora original - Filme independiente  | The Last Movie Star                                | Nominado  |
| IX Premios de la Música en los medios de Hollywood | Banda sonora original - Videojuego           | Pode                                               | Nominado  |
| IX Premios de la Música en los medios de Hollywood | Canción original - Videojuego                | "Only We Few Remember it Now" (The Banner Saga 3)  | Ganador   |